# (74090) 1998 QU
1998 كيو يو (ويعرف أيضًا باسم (74090) 1998 كيو يو وفق تسمية الكوكب الصغير) (بالإنجليزية: 1998 QU)‏ هو كويكب ضمن حزام الكويكبات؛ وترتيبه 74090 من حيث الاكتشاف.
اكتُشف هذا الجُرم الفلكي بواسطة أنخيل لوبيز خيمينيز في 18 أغسطس 1998.

## وصلات خارجية
- (74090) 1998 QU في قاعدة بيانات مختبر الدفع النفاث لأجرام النظام الشمسي الصغيرة

- الاكتشاف · مخطط المدار ·  العناصر المدارية · المعلمات المادية

- (74090) 1998 QU على موقع ويكي سكاي: DSS2, SDSS, GALEX, IRAS, Hydrogen α, X-Ray, Astrophoto, Sky Map, Articles and images